# Mélinée Manouchian

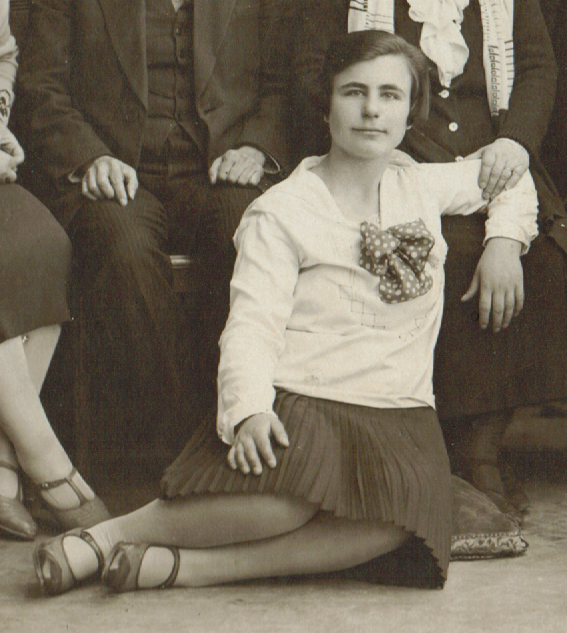
Mélinée Manouchian in 1929 of 1929

Mélinée Manouchian, geboren Mélinée Soukémian (Constantinopel, Ottomaanse Rijk, 13 november 1913 - Parijs, 6 december 1989) was een geïmmigreerde verzetsstrijdster van Armeense afkomst die bij de bevrijding Frans werd. Weduwe van de verzetsstrijder Missak Manouchian, zij is zijn eerste en voornaamste biografe.

## Jeugd
Ze was pas twee of drie jaar oud toen haar ouders tijdens de Armeense Genocide werden vermoord. Als wees werd zij, samen met haar oudere zus Armène, opgenomen door een protestantse missie in Smyrna, op Grieks grondgebied. Aan het einde van de Grieks-Turkse oorlog werd zij in 1922 naar Thessaloniki gedeporteerd tijdens een episode van de "Grote Catastrofe van Klein-Azië", de etnische zuivering van de stad. Zij werd als vluchtelinge opgenomen door het Koninkrijk Griekenland, dat onder Brits-Frans protectoraat stond, en werd ondergebracht in een weeshuis in Korinthe.
Eind 1926 stuurde het Amerikaanse Comité voor Armeense en Syrische Hulp onder meer Armène en Mélinée Soukémian om hun schoolopleiding voort te zetten in Frankrijk, in Marseille, waar zo'n honderdduizend Armeense vluchtelingen aan land waren gegaan. Hun nieuwe school, geleid door leraren opgeleid in Constantinopel, nam nog eens 200 weesmeisjes op. Daarna werd ze naar een school in Le Raincy gestuurd.
Toen ze klaar was met school, volgde ze een opleiding tot boekhoudster en stenotypiste, terwijl haar zus naaister werd. Zij vestigde zich in Parijs waar zij soms de familie Aznavourian bezocht.

## Vooroorlogs
Als jonge vrouw van tweeëntwintig jaar ontmoette zij Missak Manouchian, die zes jaar ouder was, voor het eerst in 1934 op het jaarlijkse feest van de Franse afdeling van het Hulpcomité voor Armenië, alias HOC, verbonden aan de Komintern. Hoewel zij geen staat hadden, was hun gemeenschappelijke gehechtheid aan de Franse beschaving en de idealen die deze belichaamde, diepgaand en ging verder dan loutere erkenning. De dreiging van het fascisme, in de nasleep van de crisis van 6 februari 1934, was voor hen aanleiding om zich in te zetten. Ze sloten zich aan bij de Franse Communistische Partij. Werkend bij het HOC, nam zij deel aan de demonstraties en stakingen van het Volksfront.
Zij trouwde met Missak Manouchian in 1936, maar zij konden pas in 1937 een woning krijgen in het 14e arrondissement van Parijs.  Aan het eind van het jaar leidden de Grote Zuivering tot de ontbinding van het HOC, zowel in Parijs als in Jerevan. Zij richtten de Frans-Armeense Volksunie op, maar hun militante actie werd geheroriënteerd naar de internationale. Missak Manouchian wilde toetreden tot de Internationale Brigades, maar werd geweigerd wegens gebrek aan kaderleden. Niettemin steunde het echtpaar de Spaanse Republikeinen.

## De Résistance

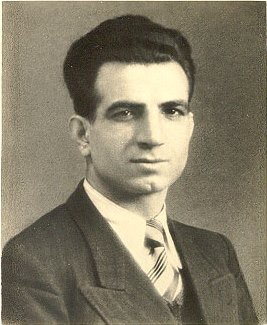
Missak Manouchian

Aan de vooravond van het uitbreken van de Tweede Wereldoorlog, op 2 september 1939, werd Missak Manouchian, een staatloze, gevangen gezet wegens zijn bekende sympathieën voor de Sovjet-Unie, die als een vijandelijke natie werd beschouwd aangezien zij een week voordien het Molotov-Ribbentroppact had ondertekend. Mélinée Manouchian had geen recht op het gasmasker dat in het gemeentehuis werd uitgedeeld aan uitsluitend Franse burgers. Op 26 september 1939 verbood de radicaal-socialistische regering van Edouard Daladier bij decreet van de minister van Binnenlandse Zaken, Albert Sarraut, elke van verraad beschuldigde organisatie die was aangesloten bij de Franse Communistische Partij, waaronder de Frans-Armeense Volksunie. Om aan de gevangenis te ontsnappen, ondertekende Missak Manouchian een akte van vrijwillige dienstneming in het leger, tegen de richtlijnen van de Partij in.
Het verbreken van het Molotov-Ribbentroppact op 22 juni 1941 veranderde alles. Missak Manouchian voegde zich onmiddellijk bij zijn vrouw in Parijs, hetgeen leidde tot zijn arrestatie door de Sicherheitsdienst met enkele andere communisten, verdacht van inlichtingen met de USSR, de nieuwe vijand van de bezetter.
Missak Manouchian werd eind december 1941 bevrijd. Verlangend om hun clandestiniteit te versterken, verhuisde het koppel. Gedurende dertien maanden waren zij, aanvankelijk onder de algemene leiding van Artur London, tot diens arrestatie op 12 augustus 1942, en vervolgens onder die van Simon Cukier en Franz Marek, betrokken bij de propaganda-acties onder de naam "Duitse Arbeid" die werden gevoerd door de verschillende afdelingen van de "Main-d'oeuvre immigrée", die oorspronkelijk een afdeling was van de vakbond CGTU.
De "Duitse Arbeid" bestond hoofdzakelijk in het vergemakkelijken van de desertie of zelfs het binnendringen in het verzet van Wehrmachtsoldaten. Dit waren vaak niet-Duitsers die onder dwang waren ingelijfd, soldaten van ROA, soms Armeniërs, of anti-Hitler Duitsers. Zo leverden Kriegsmarine matrozen die dicht bij de KPD stonden al in 1942 wapens aan het MOI, zoals Hans Heisel, een lid van de CALPO die op 27 september 1943, tijdens een van zijn ontmoetingen in het Bois de Boulogne met zijn vrouwelijke contactpersoon, het risico nam zich te ontdoen van zijn dienstpistool, waarmee Julius Ritter(een Standartenführer), op bevel van Missak Manouchian, de volgende dag zou worden gedood.

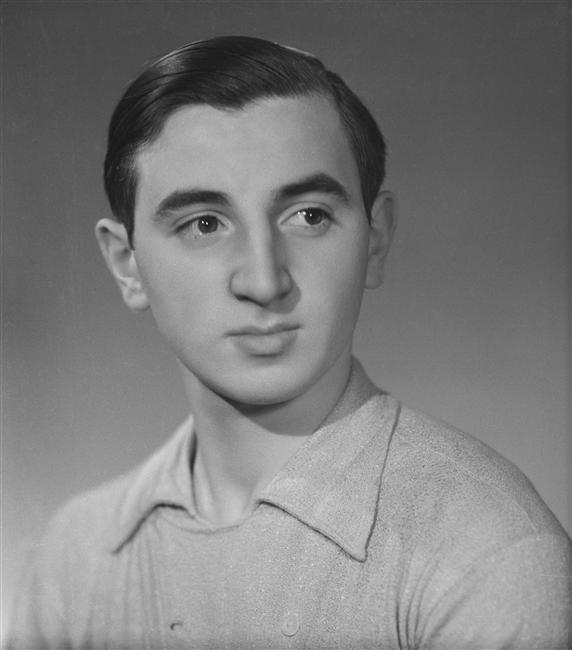
Charles Aznavour in 1941.

Gemobiliseerd in deze vorm van verzet, nam de MOI vakbond zijn orders rechtstreeks aan van de Komintern. De rol van Mélinée Manouchian was het typen van traktaten en het overbrengen van geheime boodschappen, aangezien vrouwen minder verdacht overkwamen op reis. De vergaderingen werden in haar flat gehouden. Er werd een ontsnappingsroute opgezet. Kandidaten voor desertie uit het Armeens Legioen, geleid door Diran Vosguiritchian, wisten uiteindelijk dat zij tijdens een verlof in Parijs een verzamelpunt zouden vinden in het restaurant Chez Raffi, 8 rue de Maubeuge. Zeshonderd meter verderop diende de flat van de Aznavourians in de rue de Navarin 22 als luchtsluis. De deserteurs kwamen binnen in feldgrau en vertrokken in burgerkleding. De operaties werden uitgevoerd met de stilzwijgende medeplichtigheid van de conciërges van de straat. De stempels die op de valse papieren moesten worden geplakt, werden gemaakt door Charles Aznavour.
Als lid van de Groep Wapens en Verbindingsofficieren is zij verantwoordelijk voor het volgen van de bewegingen van toekomstige doelwitten, het registreren van de reacties van het publiek en het schrijven van rapporten. Ze wisten allemaal dat ze voorwaardelijk hadden. In maart 1943 waren reeds honderdveertig FTP MOI door de Speciale Brigades gearresteerd, waaronder Henri Krasucki. Op 15 november, op de vlucht voor een razzia, werd Mélinée aangehouden in de metro, met haar tas vol wapens die Olga Bancic haar net in een café had gegeven. De politieman, aan wie zij had geantwoord dat zij pistolen bij zich had, liet haar zonder controle vertrekken en zei haar dat zij over dergelijke dingen geen grappen moest maken. Die avond, bij het echtpaar thuis, vroeg zij haar man niet naar zijn afspraak de volgende dag te gaan. Missak Manouchian wist dat hij gevolgd werd, maar omdat hij de jongeren onder zijn bevel niet kon waarschuwen omdat hij hun adressen niet kende, wilde hij hen niet alleen laten weglopen naar het offer.
Na de arrestatie van Missak Manouchian moest zij haar huis verlaten en onderduiken, maar zij zette haar verzetsactiviteiten voort.
Zij was een van de ongeveer honderdduizend immigranten die sinds 1939 genaturaliseerde Franse burgers werden als verzetsstrijders of ingezetenen, krachtens een decreet van 30 juni 1946.

## De Armeense Socialistische Sovjetrepubliek
In 1947 maakte Mélinée Manouchian gebruik van het aanbod van de Sovjet-Unie aan oud-onderdanen om zich bij een van haar republieken aan te sluiten en gaf zij gehoor aan de oproep om de Armeense Socialistische Sovjetrepubliek opnieuw te bevolken. Drieduizend vijfhonderd Armeniërs uit Frankrijk, scheepten in september 1947 in op de Rassïa (Rusland) en tweeduizend vijfhonderd in december op de Pobiéda (Victory). Naar het voorbeeld van Vahé Atamian vertrok Mélinée Manouchian om haar leven weer op te bouwen in Jerevan, waar een baan als lerares Frans verzekerd was.

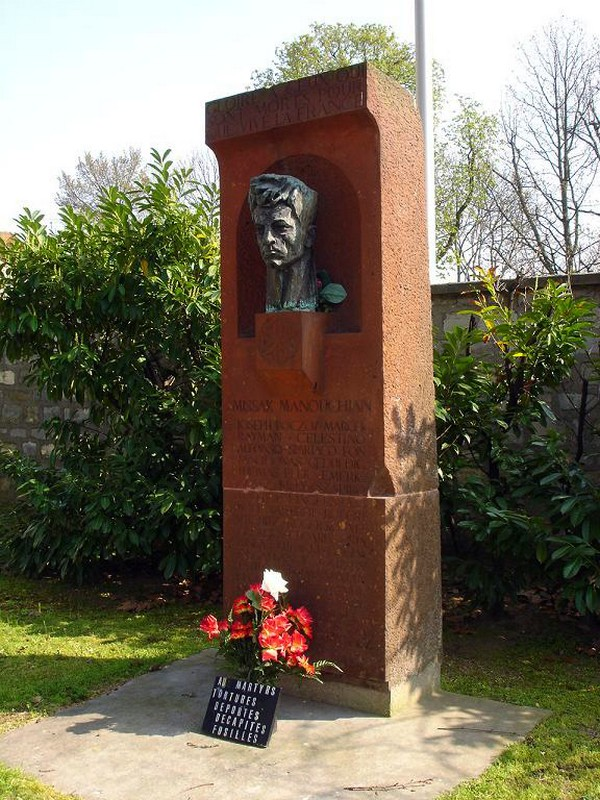
Monument voor de Manouchian groep in het Cimetière parisien d'Ivry.

Zij werd ondergebracht in een bescheiden eenkamerflat in het centrum van Jerevan en werkte aan het Instituut voor Literatuur van de Academie van Wetenschappen. Gedesillusioneerd door de processen in Praag en het stalinisme, stuurde zij gecodeerde berichten naar haar vrienden de Aznavourianen, waaronder haar zoon Charles, om hen ervan te weerhouden zich aan te sluiten bij de Armeense SSR. Ze hadden al sovjetpaspoorten aangevraagd.
Zij schreef een boek, gepubliceerd in 1954, over Missak, het eerste dat aan hem was opgedragen, en publiceerde in 1956 een tweede bundel met de gedichten van haar man.

## Terug naar Frankrijk
Pas met de komst van Chroesjtsjov en de destalinisatie kon zij zich in het begin van de jaren zestig in Parijs voor kanker laten behandelen. Dankzij de Detente werd zij tegelijk met bijna allen die in 1947 waren vertrokken (en hun nakomelingen) gerepatrieerd in het kader van akkoorden waarover Frankrijk reeds in 1956 begon te onderhandelen met een Republiek Armenië die op de rand van hongersnood stond.
Mélinée Manouchian is begraven in het Cimetière parisien d'Ivry.